# 杨少华 (相声演员)
杨少华（1931年6月17日—2025年7月9日），北京人，中国相声演员。生于北京一个贫苦家庭，在家排行老四。12岁拜相声名家郭荣起为师，16岁登台演出。1951年进入天津大明钢厂工作，后被调入天津市南开区曲艺团，文革后调入天津市曲艺团。
他曾为马三立和马志明捧哏，合作表演多部作品。1990年代与赵伟洲合作表演了《枯木逢春》（原名《枯木开花》）、《聘文书》、《一举成名》等相声作品，其中《枯木逢春》获得1990年“铜陵杯”相声大赛最高奖。
2003年与儿子杨议合作表演对口相声《肉烂在锅里》，获第二届CCTV相声大赛一等奖。
2004年起在《杨光的快乐生活》等十余部电视连续剧中饰演主角杨光的父亲杨丰年。
杨少华与杨议曾多次尝试登上央视春晚表演相声，但节目最终都未能入选。2018年，杨少华终于首次登上春晚，参演小品《为您服务》。
2025年7月9日下午，杨少华因肺衰竭于天津逝世，享年94岁。其逝世前当天上午曾与其子杨议一同出席天津某餐厅的剪彩活动。